# Cheilotoma beldei
Cheilotoma beldei là một loài bọ cánh cứng trong họ Chrysomelidae. Loài này được Kasap miêu tả khoa học năm 1984.